# 50,000,000 Elvis Fans Can't Be Wrong
Albums de Elvis Presley
A Date with Elvis
(1959) Elvis Is Back!
(1960)
50,000,000 Elvis Fans Can't Be Wrong, sous-titré Elvis' Golden Records Volume 2, est un album d'Elvis Presley sorti en novembre 1959. Cette compilation réunit dix chansons sorties en 45 tours en 1958 et 1959. Seul le single Hard Headed Woman / Don't Ask Me Why en est absent, ces deux chansons étant déjà parues sur la bande originale King Creole l'année précédente.
La pochette de l'album est une photographie dupliquée d'Elvis portant son costume en lamé conçu par Nudie Cohn. Elle a été parodiée par Rod Stewart (Body Wishes, 1983), Blumfeld (L'État et Moi, 1994), The Fall (50,000 Fall Fans Can't Be Wrong, 2004) ou Bon Jovi (100,000,000 Bon Jovi Fans Can't Be Wrong, 2004).

## Titres

### Face 1
| No | Titre                                                       | Durée |
| -- | ----------------------------------------------------------- | ----- |
| 1. | I Need Your Love Tonight (Bix Reichner, Sid Wayne)          | 2:04  |
| 2. | Don't (Jerry Leiber, Mike Stoller)                          | 2:48  |
| 3. | Wear My Ring Around Your Neck (Bert Carroll, Moody Russell) | 2:13  |
| 4. | My Wish Came True (Ivory Joe Hunter)                        | 2:33  |
| 5. | I Got Stung (David Hill, Aaron Schroeder)                   | 1:49  |

### Face 2
| No | Titre                                                   | Durée |
| -- | ------------------------------------------------------- | ----- |
| 1. | One Night (Dave Bartholomew, Pearl King, Anita Steiman) | 2:29  |
| 2. | A Big Hunk o' Love (Aaron Schroeder, Sidney Wyche)      | 2:12  |
| 3. | I Beg of You (Rose Marie McCoy, Cliff Owens)            | 1:50  |
| 4. | (Now and Then There's) A Fool Such as I (Bill Trader)   | 2:36  |
| 5. | Doncha' Think It's Time (Luther Dixon, Clyde Otis)      | 1:54  |